# Городская усадьба Черкасской — Баскакова
Городска́я уса́дьба Черка́сской — Баска́кова — памятник архитектуры, расположенный в городе Москве.

## История
Здание возведено в первой половине XIX века. Облик усадьбы сохранился до наших дней практически в неизменном виде.
Первыми известными владельцами здания в середине XIX века, по сохранившимся сведениям, были носители известной фамилии Римский-Корсаков.
В 1874 году хозяйкой усадьбы стала Софья Петровна Нарышкина — жена статского советника и камергера Константина Павловича Нарышкина. Этот брак вызвал бурную реакцию в светском обществе.
Начиная с 1896 года архитектурное сооружение принадлежало Плотицыным, при которых, по всей вероятности, был сооружён парадный подъезд с левой стороны особняка.
В 1901 году усадьба перешла во владение Татьяны Алексеевны Мамонтовой — вдовы почётного гражданина Москвы А. Н. Мамонтова.
Следующим владельцем усадьбы стал Василий Степанович Баскаков. Точного времени приобретения им усадьбы до нашего времени не сохранилось.
В 1917 году одну из квартир постройки арендовал русский революционер-анархист и учёный, географ, геоморфолог, историк, публицист Пётр Алексеевич Кропоткин.
В настоящее время здание усадьбы является объектом культурного наследия федерального значения.